# Куопио (губерния)
Ляни (губерния) Куопио (фин. Kuopion lääni; швед. Kuopio län) — административно-территориальная единица, существовавшая в 1831—1997 годах. Административный центр — город Куопио.
Была основана в 1831 году в составе Великого княжества Финляндского (Российская империя) как Куопиоская губерния, представляя собой большую часть Саволакс-Карельской губернии, существовавшей в 1809—1831 годах. В 1917 году, после провозглашения независимости Финляндии, губерния вошла в её состав и стала именоваться ляни Куопио. В 1960 году из восточной части Куопио была создана новая губерния — Северная Карелия.
Куопио просуществовала до реформы 1997 года, когда вместе с губерниями Миккели и Северная Карелия была объединена в новую губернию Восточная Финляндия.

## Описание

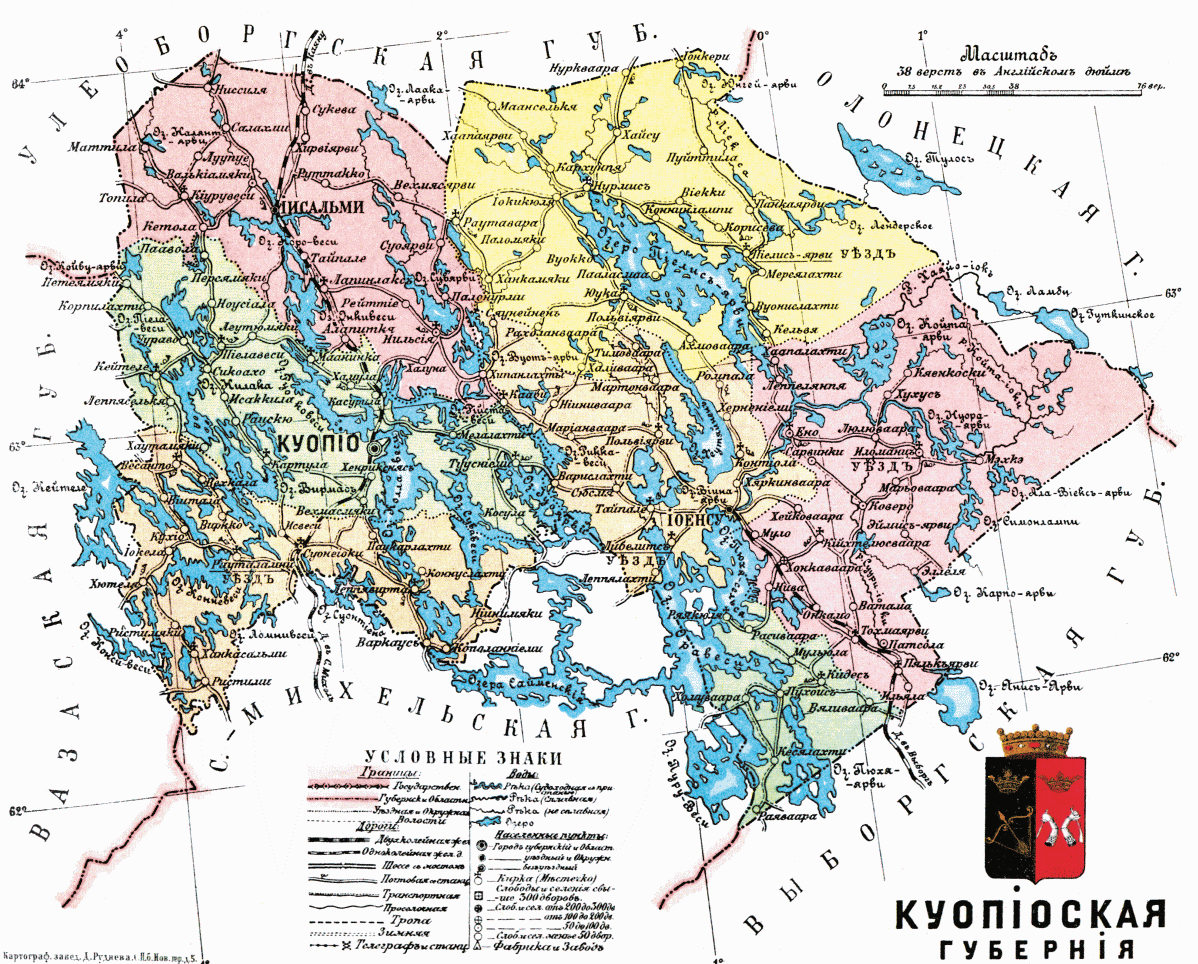
Карта Куопиоской губернии Великого княжества Финляндского, 1913

Куопиоская губерния была расположена в восточной части Финляндии в области Саволаксо-Карельских озёр. Пространство 37602 кв. вёрст, в том числе под озёрами 6256 кв. вёрст. Занимала среднюю и восточную части Финляндии и граничила на севере и северо-западе с Улеоборгской губернией, на западе с Вазаской, на юге с Санкт-Михельской, на юго-востоке с Выборгской, на востоке с Олонецкой. Почва каменистая, много лесов и болот. Климат суровый (средняя годовая температура для г. Куопио +2,2°).
Города: Куопио, Йоэнсуу и Ийсалми.
Жителей 321 тыс. 885 чел., в том числе 18 тысяч в городах. Население — финны карельского племени. Лютеране, православных 10 тыс. 336 чел. Хлебопашество, значительно развито подсечное хозяйство; культивируют рожь, ячмень, овёс и картофель. Скота крупного рогатого 147 тысяч голов (молоко идёт на производство сливочного масла).
Значительные лесные промыслы, охота, рыболовство и добыча железной руды из озёр (33032 тыс. кг.).
Кустарные производства: в северных и северо-восточных частях поделки из дерева, в окрестностях г. Йоэнсуу — ткачество. Фабрики и заводы (1903) 833 с 5717 рабочими, производство на 16762 тыс. финских марок; более значительны обработки металлов (литейных и механических), обработки дерева (лесопильни и другое), кожевенные. Значительна торговля: вывоз лесных материалов за границу (по Сайменскому каналу), железа, масла и прочего. В водах Куопиоской губернии в 1904 плавало 83 паровых и 144 парусных судов водоизмещением в 13 тыс. 395 тонн.
Учебных заведений 281 с 13.383 учащихся (1898), из них средних учебных заведений 8, городских 2, народных 262, для глухонемых и слепых 3, профессиональных 6.

## Источник
- Книпович Н. М. Куопиоская губерния // Энциклопедический словарь Брокгауза и Ефрона : в 86 т. (82 т. и 4 доп.). — СПб., 1890—1907.